# Salvador Striano
Salvador Striano (Rosario, Santa Fe; 1906 - Buenos Aires, Argentina; 1 de mayo de 1993) fue un actor cómico, músico, compositor y guitarrista argentino, integrante de la famosa dupla cómica Buono - Striano durante la época dorada cinematografía.

## Carrera
Salvador Striano fue un pionero del humorismo argentino. Formó junto a Rafael Buono un dúo cómico musical que actuó en la radio y el cine argentinos durante 1930 y 1940.
Striano conoció a Buono en la escuela primaria, en la ciudad santafesina de Rosario. Allí se hicieron amigos, y comenzaron actuando juntos en las fiestas infantiles del colegio al que iban. Ya a los más de veinte años de edad, empezaron a actuar en las kermeses.
En 1932 debutaron en la radio en la emisora LT3 Radio Cerealista de Rosario, y en 1936 comenzaron a actuar en radios de Buenos Aires, como Radio Odeón. Desde Radio Centenario pasaron a Radio Belgrano de la mano de su propietario Jaime Yankelevich.
Por lo general, cuando el dúo Buono-Striano interpretaba un sketch, Salvador se vestía de mujer, mientras Buono lucía su inseparable traje bien ajustado al cuerpo, hecho de tela a cuadros. 
Junto con Buono, fueron artistas de Jabón Palmolive durante doce años, empresa que auspició algunos de sus exitosos programas radiales. Trabajaron con Juan Manuel Andrich.
Ya en esos tiempos actuaron conjuntamente con grandes y consagradas figuras del medio artístico de ese entonces como Libertad Lamarque, Mercedes Simone, y Francisco Canaro.
Dejaron registro de su comicidad en los filmes La virgencita de madera de 1937, y Al toque de clarín de 1941. También hicieron varias giras por el interior del país, y en países de Sudamérica tales como Chile, Uruguay y Perú.
Estando en una de sus giras en la provincia de San Juan lo escuchan cantar al actor y cantante Alberto Podestá y lo invitan a que viaje a Buenos Aires donde lo contactarían con importantes figuras del ambiente. 
Luego de que Buono fuera condenado a varios años de prisión por el homicidio de su amante, Striano, formó un dúo con Adolfo Stray con quien se presentó en Radio Belgrano, pero al tiempo se separaron.
Al salir Buono de la cárcel hicieron una segunda aparición en la década del '60 como "Los Reyes de la Risa", pero su vigencia fue efímera debido a la poca repercusión.
En televisión actuó en Teatro Palmolive del Aire, junto a Lalo Harbín y Jaime Más.
En teatro se lució junto con su "parteneire" cómico  en la famosa calle Corrientes. También hizo una obra dirigida por Jorge Gen junto a la española Soledad Montijo, Carlos Calvo. En Rosario se presentó junto con Tino Tori, Delia Rodríguez y Los Trovadores del Norte en la Confitería Varieté Edén.

### Etapa como compositor
Trabajó un largo tiempo como solista, hizo algunas apariciones en radio y televisión donde comentaba sus anécdotas en su época de esplendor. Presentó su álbum El Lápiz bajo el sello ARGENTINA*CIENTO CINCO 30017 en las que constaba de temas como:
- Los carteles
- Como te la contas
- Las cosas que pasan
- Quiero contarles
- Yo no juego
- La paloma enamorada
- El curandero

También compuso los temas Esto no es cuento y Les cuento muchachos.

## Fallecimiento
Salvador Striano murió el 1 de mayo de 1993 por causas naturales a los 84 años de edad en la provincia de Buenos Aires.